# Lijst van zoogdieren met Nederlandse namen - V
Dit is een lijst van zoogdieren met Nederlandse namen met als beginletter van hun wetenschappelijke naam een V.
| Wetenschappelijke naam | Eerste keuze                    | Overige Nederlandse namen          | Commentaar |
| ---------------------- | ------------------------------- | ---------------------------------- | ---------- |
| Vampyrum spectrum      | Grote onechte vampier           | spiesbladneus                      |            |
| Vandeleuria oleracea   | Langstaartige Indische boommuis |                                    |            |
| Varecia rubra          | Rode vari                       | Rode vari                          |            |
| Varecia variegata      | Vari                            | Kraaglemure, Bonte maki            |            |
| Vespertilio murinus    | Tweekleurige vleermuis          |                                    |            |
| Vicugna pacos          | Vicuña                          | vicoenja, vicuna, vicugna, vicunha |            |
| Viverra civettina      | Malabarcivetkat                 |                                    |            |
| Viverra megaspila      | Grootvlekkige civetkat          |                                    |            |
| Viverra tangalunga     | Maleise civetkat                | Oost-Indische civetkat             |            |
| Viverra zibetha        | Indische civetkat               | Grote Aziatische civetkat          |            |
| Viverricula indica     | Rassé                           | Kleine Indische civetkat           |            |
| Vombatus ursinus       | wombat                          | Gewone wombat                      |            |
| Vormela peregusna      | Gevlekte bunzing                |                                    |            |
| Vulpes bengalensis     | Bengaalse vos                   |                                    |            |
| Vulpes cana            | Afghaanse vos                   |                                    |            |
| Vulpes chama           | Kaapse vos                      | Kamavos, Zuid-Afrikaanse vos       |            |
| Vulpes corsac          | Steppevos                       | Korsakvos                          |            |
| Vulpes ferrilata       | Midden-Aziatische vos           |                                    |            |
| Vulpes lagopus         | Poolvos                         |                                    |            |
| Vulpes macrotis        | Grootoorkitvos                  | Zuidelijke kitvos                  |            |
| Vulpes pallida         | Oostelijke zandvos              |                                    |            |
| Vulpes rueppellii      | Zandvos                         |                                    |            |
| Vulpes velox           | Kitvos                          | Noordelijke kitvos                 |            |
| Vulpes vulpes          | Vos                             | Europese vos, Gewone vos, Rode vos |            |
| Vulpes zerda           | Fennek                          | Woestijnvos                        |            |

A · 
B ·
C ·
D ·
E ·
F ·
G ·
H ·
I ·
J ·
K ·
L ·
M ·
N ·
O ·
P ·
R ·
S ·
T ·
U ·
V ·
W ·
X ·
Z